# Palazzo del Fascio (Potenza)

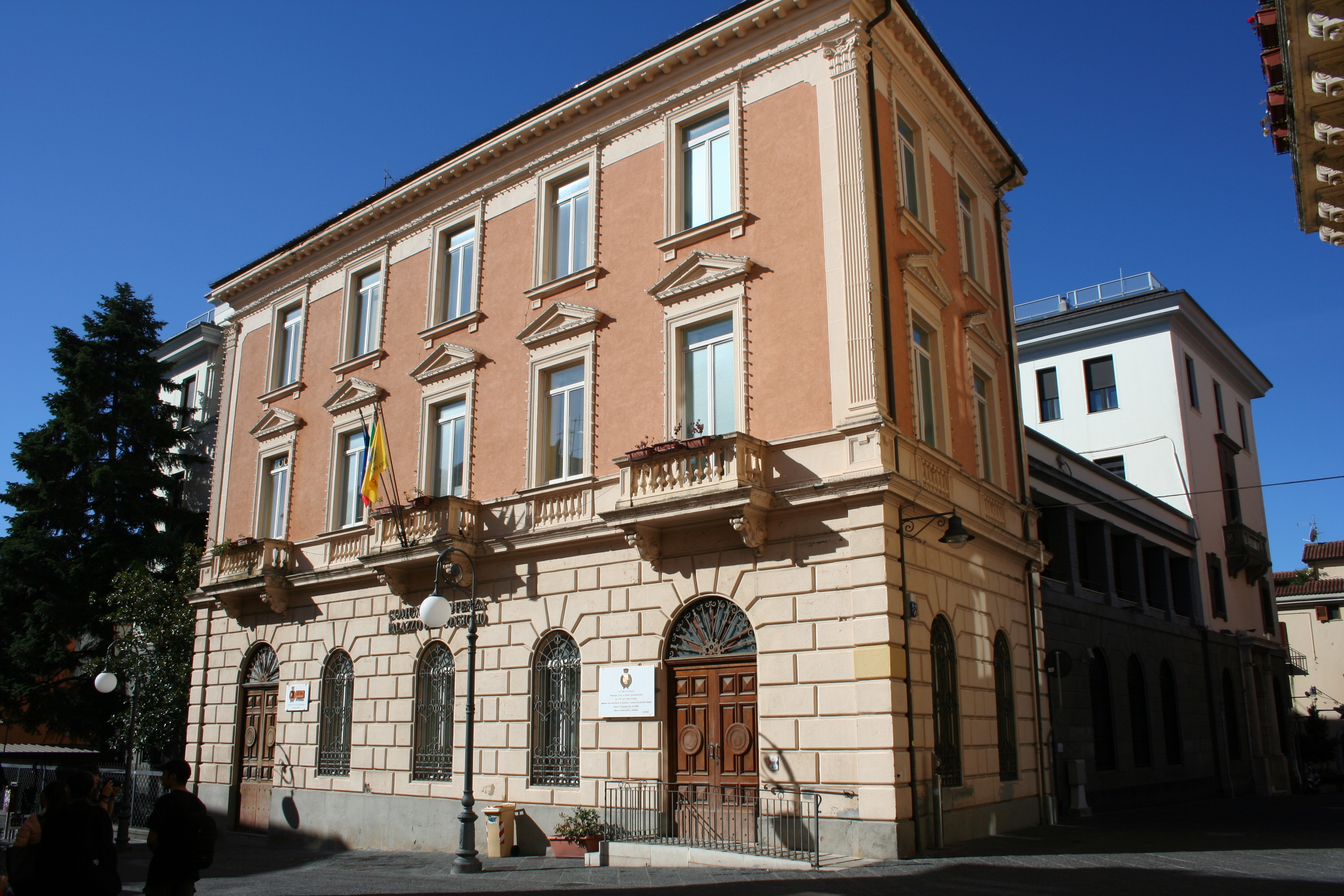
Palazzo del Consiglio comunale (ex Palazzo del Fascio) an der Piazza Matteotti in Potenza

Der Palazzo del Fascio, auch Casa del Fascio, ist ein Palast aus den 1930er-Jahren im Zentrum von Potenza in der italienischen Region Basilikata. Er liegt an der Piazza Matteotti.

## Geschichte
Das Vorgängergebäude, das heute nicht mehr existiert, stammt aus dem 15. Jahrhundert. Es enthielt die Kapelle des Heiligen Nikolaus, die später entweiht wurde. Das Gebäude wurde in ein Theater umgestaltet, das nach ebendiesem Heiligen benannt war.
In den Jahren des Faschismus wurde dieses Gebäude abgerissen und durch eines im klassizistischen Stil ersetzt, das die örtlichen Büros der Partito Nazionale Fascista aufnehmen sollte. Dieses neue Gebäude ist bis heute der Sitz des Stadtrates von Potenza.

## Kunstgegenstände
In diesem Palast sind letzte Reste einer weiteren alten Kapelle, die sich dort fand: die Kapelle der Madonna del Carmine, die 1850 entweiht wurde. Einziger Rest der Kapelle ist eine Säule mit glattem Stiel, auf der ein Engel sitzt, der die Hände zum Gebet gefaltet hat. Dieser ist gekrönt von zwei konzentrischen Blattringen und einem Kapitell, das mit Blättern und Schriftrollen verziert ist.